# Muscisaxicola capistratus
Gaúcha-de-barriga-canela ou gaúcha-de-barriga-alaranjada (Muscisaxicola capistratus) é uma espécie de ave da família Tyrannidae.
Pode ser encontrada nos seguintes países: Argentina, Bolívia, Chile e Peru.
Os seus habitats naturais são: campos de gramíneas de clima temperado.